# J (mixtape)
J è il terzo mixtape del rapper italiano Lazza, pubblicato il 17 luglio 2020 dalla Universal.

## Tracce
Testi e musiche di Jacopo Lazzarini, eccetto dove indicato.
1. J – 2:25 (musica: Lorenzo Spinosa)
2. Alyx (feat. Capo Plaza) – 3:03 (testo: Jacopo Lazzarini, Luca D'Orso – musica: Diego Vincenzo Vettraino)
3. 2 tiri (feat. Thasup) – 2:42 (testo: Jacopo Lazzarini, Davide Mattei – musica: Marvin Cruz)
4. Moncler (feat. Pyrex e Guè) – 2:57 (testo: Jacopo Lazzarini, Dylan Thomas Cerulli, Cosimo Fini – musica: Abdul-aziz Manalla Yusuf)
5. Mon amour (feat. Shiva) – 2:33 (testo: Jacopo Lazzarini, Andrea Arrigoni – musica: Lorenzo Spinosa)
6. Slime (feat. Rondodasosa) – 3:28 (testo: Jacopo Lazzarini, Mattia Barbieri)
7. Clean (feat. Tony Effe) – 2:23 (testo: Jacopo Lazzarini, Nicolò Rapisarda – musica: Luca Antonio Barker)
8. Friend (feat. Shiva e Geolier) – 2:28 (testo: Jacopo Lazzarini, Andrea Arrigoni, Emanuele Palumbo – musica: Lorenzo Spinosa)
9. L'erba voglio (Geordie) (feat. Emis Killa) – 2:33 (testo: Jacopo Lazzarini, Emiliano Giambelli – musica: Andrea Moroni)
10. Limbo (feat. Gemitaiz) – 2:39 (testo: Jacopo Lazzarini, Davide De Luca – musica: Diego Vincenzo Vettraino)

## Formazione

### Musicisti
- Lazza – voce
- Capo Plaza – voce aggiuntiva (traccia 2)
- Thasup – voce aggiuntiva (traccia 3)
- Pyrex – voce aggiuntiva (traccia 4)
- Guè – voce aggiuntiva (traccia 4)
- Shiva – voce aggiuntiva (tracce 5 e 8)
- Rondodasosa – voce aggiuntiva (traccia 6)
- Tony Effe – voce aggiuntiva (traccia 7)
- Geolier – voce aggiuntiva (traccia 8)
- Emis Killa – voce aggiuntiva (traccia 9)
- Gemitaiz – voce aggiuntiva (traccia 10)

### Produzione
- Low Kidd – produzione (tracce 1, 5, 8)
- Drillionaire – produzione (tracce 2, 10)
- Marvin Cruz – produzione (traccia 3)
- Axl Beats – produzione (traccia 4)
- Lazza – produzione (tracce 5, 6, 8)
- Andry The Hitmaker – produzione (traccia 9)

## Classifiche

### Classifiche settimanali
| Classifica (2020) | Posizione massima |
| ----------------- | ----------------- |
| Italia            | 1                 |

### Classifiche di fine anno
| Classifica (2020) | Posizione |
| ----------------- | --------- |
| Italia            | 34        |